# Paul Blumberger
Paul Blumberger (* 24. Juni 1879 in Düsseldorf; † 30. Januar 1946 im Speziallager Nr. 1 Mühlberg/Elbe) war ein deutscher Reichsgerichtsrat.

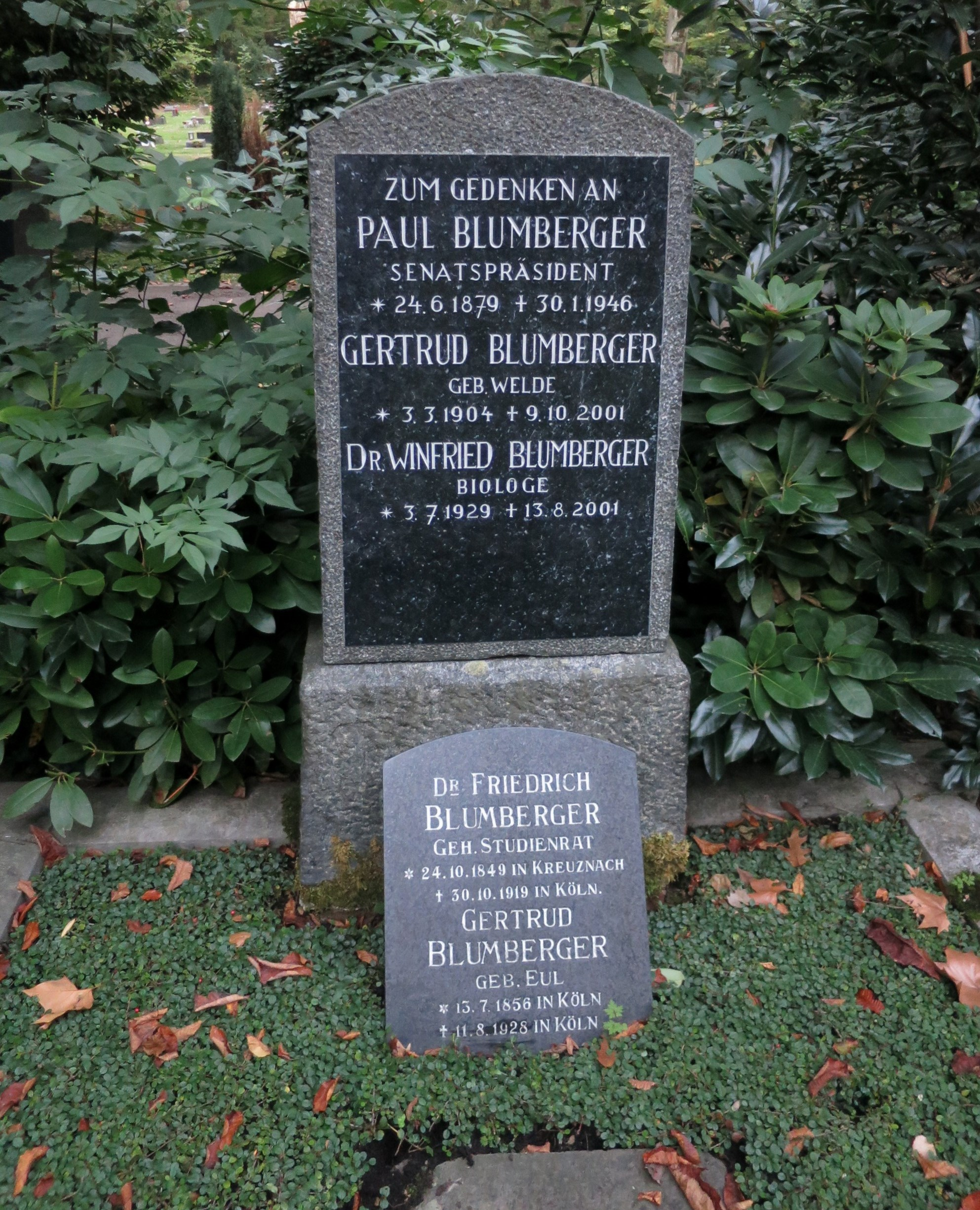
Familiengrab mit Gedenkinschrift auf dem Kölner Melaten.Friedhof (Flur 78)

## Leben
Er war der Sohn eines Geheimen Studienrats. Seine Konfession war katholisch. Er legte 1900 die erste Staatsprüfung mit „gut“, die zweite 1905 ebenso mit „gut“ ab und wurde im selben Jahr Assessor. 1908 wurde er Landrichter beim LG Köln, 1920 Rat am OLG Köln. 1930 wurde er Hilfsrichter beim Reichsgericht und drei Monate später Reichsgerichtsrat. Er beantragte am 31. Dezember 1937 die Aufnahme in die NSDAP, wurde rückwirkend zum 1. Mai desselben Jahres aufgenommen (Mitgliedsnummer 5.823.844) und agierte für die Partei 1938/39 als Blockleiter. Zum Senatspräsidenten wurde Paul Blumberger am 1. April 1942 ernannt. Mit dem Zusammenbruch des nationalsozialistischen Deutschen Reichs wurde er am 25. August 1945 in Leipzig mit 39 Richtern des Reichsgerichts verhaftet und ohne Gerichtsverfahren zunächst im Leipziger Gerichtsgefängnis inhaftiert. Später wurde er in das Speziallager Nr. 1 Mühlberg/Elbe überführt. Er ist dort am 30. Januar 1946 verstorben.

## Weitere Mitgliedschaften
- 1916 Deutscher Sprachverein
- 1932 NS-Kulturgemeinde
- 1934 NSV, Reichsluftschutzbund, Volksbund Deutsche Kriegsgräberfürsorge
- 1936 Nationalsozialistischer Rechtswahrerbund
- 1. Januar 1937 Förderndes Mitglied des Nationalsozialistisches Fliegerkorps

## Ehrungen
- 20. April 1938 Goldenes Treudienst-Ehrenzeichen